# Вільшка
Ві́льшка (раніше також Вульшка, Ульшка, Вільшанка) — село в Україні, у Брусилівській селищній територіальній громаді Житомирського району Житомирської області. Чисельність населення становить 185 осіб (2001). У 1923—54 роках — адміністративний центр колишньої однойменної сільської ради.

## Населення
В середині 19 століття в поселенні налічувалося 558 жителів, за довідником 1885 року в селі мешкало 662 особи, налічувалося 70 дворових господарства, наприкінці 19 століття — 952 особи, з них 474 чоловіки та 478 жінок, дворів — 175, або 1 035 мешканців та 81 двір.
Відповідно до результатів перепису населення Російської імперії 1897 року, загальна кількість мешканців села становила 953 особи, з них: православних — 917, чоловіків — 478, жінок — 475.
Відповідно до перепису населення СРСР, станом на 17 грудня 1926 року чисельність населення становила 1 184 особи, з них, за статтю: чоловіків — 580, жінок — 604; етнічний склад: українці — 1 177, росіяни — 2, поляки — 5. Кількість господарств — 278.
Відповідно до результатів перепису населення СРСР, кількість населення, станом на 12 січня 1989 року, становила 226 осіб. Станом на 5 грудня 2001 року, відповідно до перепису населення України, кількість мешканців села становила 185 осіб.

## Історія
Згадується у люстрації Київського воєводства 1754 року, власність новогрудського старости Чацького, сплачувало із 30 дворів 4 злотих і 21 грош до замку та 18 злотих і 24 гроші до скарбу.
У 1768 році, під час Коліївщини, Іван Бондаренко проходив через Вульшку, повертаючись з Білої Церкви.
У середині 19 століття — сільце Вульшка Радомисльського повіту Київської губернії. Входило до православної парафії у Дивині, за 3 версти. Належало поміщикові Данилу Крижанівському, були цегельня та цукроварня. Землі 1 938 десятин.
У другій половині 19 століття — село Брусилівської (1 стану) Радомисльського повіту Київської губернії, за 40 верст від Радомисля. Входило до православної парафії у Дивині, за 3 версти. Мешканців 251, за Похилевичем — 694. Селяни, в кількості 242 ревізьких душ, отримали під виплату 880 десятин землі. Великий землевласник — І. Крижанівський: 460 десятин ріллі, 518 десятин під лісом, 12 десятин невживаних земель. За довідником 1885 року — колишнє власницьке сільце Брусилівської волості Радомисльського повіту Київської губернії, лежало біля болота. Були заїзд, лавка.
Наприкінці 19 століття — власницьке сільце Брусилівської волості Радомисльського повіту Київської губернії. Відстань до повітового центру, м. Радомисль — 45 верст, до центру волості, містечка Брусилів, де розміщувалися також найближчі телеграфна та поштова земська станції — 10 верст, до найближчої залізничної станції Фастів — 25 верст, до найближчої поштової казенної станції у с. Ставище — 16 верст. Основним заняттям мешканців було хліборобство, крім того селяни підробляли у Києві. У селі числилося 1 615 десятин землі, з яких 469 десятин належало поміщикам, 909 десятин — селянам, 238 десятин — іншим прошаркам населення. Поселення належало В. Крижанівському та А. Іванченку, господарство вели самі поміщики, застосовували трипільну сівозміну, як і селяни. В селі були православна церква, школа грамоти, 3 вітряних млини, кузня, маслобійня, хлібна комора. Пожежна команда мала 3 бочки.
У 1923 році включене до складу новоствореної Вільшанської сільської ради, яка 7 березня 1923 року увійшла до складу новоутвореного Брусилівського району Білоцерківської округи; адміністративний центр ради. 11 серпня 1954 року, внаслідок об'єднання сільських рад, село підпорядковане Хомутецькій сільській раді Брусилівського району Житомирської області. 5 серпня 1960 року, відповідно до рішення Житомирського облвиконкому № 790 «Про уточнення назв і перейменування деяких населених пунктів в районах області», уточнено назву з Вільшанка на Вільшка. 30 грудня 1962 року, в складі сільської ради, передане до Коростишівського району Житомирської області, 4 травня 1990 року повернуте до складу відновленого Брусилівського району.
28 липня 2016 року увійшло до складу новоутвореної Брусилівської селищної територіальної громади Брусилівського району Житомирської області. Від 19 липня 2020 року, разом з громадою, в складі новоутвореного Житомирського району Житомирської області.